# Гертруда Роґалло

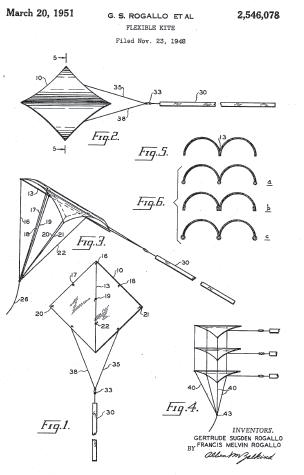
Крило Роґалло на патенті США

Ґертруда Роґалло (англ. Gertrude Rogallo; 13 січня 1914 — 28 січня 2008) — американський інженер, співавтор гнучкого крила, відомого як крило Роґалло, дружина інженера NASA Френсіса Роґалло.
Крила Роґалло широко використовуються в повітряних дельта-зміях, дельтапланах і мотодельтапланах.